# C/2005 P3 SWAN
C/2005 P3 (SWAN) (o SOHO 1012) è una cometa periodica che per il suo periodo di rivoluzione superiore a 200 anni viene definita una cometa non periodica. La cometa è stata scoperta inizialmente il 4 agosto 2005 indipendentemente da Michael Mattiazzo, Masayuki Suzuki, Vladimir Bezugly, Hirohisa Sato e Michael Jäger esaminando le immagini riprese dallo strumento SWAN della sonda spaziale SOHO; poiché dalle immagini di tale strumento non è possibile ricavare posizioni astrometriche sufficientemente accurate per calcolare le effemeridi, si è dovuto attendere osservazioni compiute dalla superficie terrestre per ricavare un'orbita preliminare e poterne annunciare la scoperta ufficialmente.